# قطعنامه ۶۶۱ شورای امنیت
قطعنامه ۶۶۱ شورای امنیت سازمان ملل متحد که در تاریخ ۰۶ اوت ۱۹۹۰ تصویب شد، سندی بین‌المللی دربارهٔ عراق-کویت است. این قطعنامه طی نشست ۲۹۳۳ام با ۱۳ رای موافق، ۰ مخالف و ۲ ممتنع تصویب شد.